# 乔·弗雷泽 (体操运动员)
乔·弗雷泽（英語：Joe Fraser，1998年12月6日—），英国男子竞技体操运动员，2019年世界竞技体操锦标赛男子双杠金牌得主、2022年英联邦运动会男子团体全能、男子鞍马和男子双杠金牌得主、2022年世界竞技体操锦标赛男子团体全能铜牌得主。